# Tony Salmelainen
Tony Salmelainen, född 8 augusti 1981 i Esbo, är en finländsk före detta professionell ishockeyforward.
Han spelade senast för HIFK i finska Liiga 2013. Han valdes ursprungligen av Edmonton Oilers som deras andraval i NHL Draften 1999. Hans far Tommi Salmelainen var den förste europé någonsin att bli värvad av ett NHL-lag.

## Spelkarriär
Salmelainen inledde sin ishockeykarriär som juniorspelare i Blues organisation och flyttade till HIFK för sin SM-liiga-debut säsongen 1999-2000. I en händelserik debut gjorde Salmelainen sitt första mål i sitt allra första byte men skadade sig senare i matchen. Han spelade 19 matcher för HIFK säsong därpå, och flyttade till Ilves för att få mer istid.
Efter två säsonger i Ilves flyttade Salmelainen till Nordamerika, där han tillbringade tre år i Edmonton Oilers organisation och spelade 13 NHL-matcher under NHL-säsongen 2003-04.
När NHL återupptog spelet 2005 återvände Salmelainen till HIFK. Han gjorde då en utmärkt säsong, bland annat satte han ett personligt rekord genom att en kväll göra fem mål och sex poäng mot Pelicans i en hemmamatch den 10 oktober. Säsongen kulminerade med att han utsågs till ordinarie säsongs bästa spelare efter att ha lett ligan i poäng och mål.